# Бернхард фон Равенсберг
Бернхард фон Равенсберг (на немски: Bernhard von Ravensberg; † 1346) е от 1287 г. духовник, от 1315 г. в Мюнстер, от 1317 г. в Оснабрюк и от 1328 г. граф на Равенсберг. Той е последният граф от фамилията Равенсберг-Калвелаге.

## Биография
Той е най-малкият син на граф Ото III фон Равенсберг (1246 – 1306) и съпругата му Хедвиг фон Липе (1238 – 1315), дъщеря на Бернхард III, господар на господство Липе, сестра на граф Бернхард IV фон Липе.
От 1287 г. Бернхард е духовник, през 1303 г. следва в Болоня.
Брат е на Ото IV (1276 – 1328), който от 1306 г. е граф на Равенсберг. Бернхард го наследява през 1328 г. и запазва част от службите си като духовник. Понеже е духовник Бернхард не е женен и няма деца. През 1338 г. той омъжва племенницата си Маргарета фон Равенсберг, наследничка на Графство Равенсберг и Графство Берг, за граф Герхард фон Берг, които основават линия на династията Юлих.